# V972 Геркулеса
V972 Геркулеса (лат. V972 Herculis), HD 164078 — двойная затменная переменная звезда типа W Большой Медведицы (EW) в созвездии Геркулеса на расстоянии приблизительно 198 световых лет (около 60,8 парсек) от Солнца. Видимая звёздная величина звезды — от +6,8m до +6,73m. Орбитальный период — около 0,4431 суток (10,634 часа). Возраст звезды определён как около 3,425 млрд лет.
Открыта проектом Hipparcos*.

## Характеристики
Первый компонент — жёлто-белая звезда спектрального класса F4V, или F5. Масса — около 0,91 солнечной, радиус — около 1,35 солнечного, светимость — около 2,11 солнечной. Эффективная температура — около 6046 K.
Второй компонент — жёлто-белая звезда спектрального класса F. Масса — около 0,15 солнечной, радиус — около 0,59 солнечного, светимость — около 0,57 солнечной. Эффективная температура — около 6433 K.

## Планетная система
В 2019 году учёными, анализирующими данные проектов HIPPARCOS и Gaia, у звезды обнаружена планета.